# Leichtathletik-Halleneuropameisterschaften 2017/Teilnehmer (Griechenland)
| Gelbes Symbol für Goldmedaillen mit stilisierten Olympischen Ringen | Graues Symbol für Silbermedaillen mit stilisierten Olympischen Ringen | Braundes Symbol für Bronzemedaillen mit stilisierten Olympischen Ringen |
| ------------------------------------------------------------------- | --------------------------------------------------------------------- | ----------------------------------------------------------------------- |
| 1                                                                   | 1                                                                     | 1                                                                       |

Aus Griechenland starteten vier Athletinnen und drei Athleten bei den Leichtathletik-Halleneuropameisterschaften 2017 in Belgrad, die einen Medaillensatz (1 × Gold, 1 × Silber und 1 × Bronze) errangen sowie einen Landesrekord und eine Europäische Jahresbestleistung aufstellten.
Der griechische Leichtathletikverband SEGAS (Σύνδεσμος Ελληνικών Γυμναστικών Αθλητικών Σωματείων - ΣΕΓΑΣ) nominierte sechs Sportler und Sportlerinnen mit erfüllter Norm und zusätzlich hatte Emmanouil Karalis eine Einladung vom Europäischen Leichtathletikverband (EAA) erhalten.
Konstandinos Baniotis und Maria Belimbasaki waren verletzungsbedingt verhindert.

## Ergebnisse

### Frauen

#### Laufdisziplinen
| Athletin                      | Disziplin   | Vorlauf               | Vorlauf               | Halbfinale         | Halbfinale         | Finale             | Finale             |
| Athletin                      | Disziplin   | Zeit                  | Platz                 | Zeit               | Platz              | Zeit               | Platz              |
| ----------------------------- | ----------- | --------------------- | --------------------- | ------------------ | ------------------ | ------------------ | ------------------ |
| Rafailia Spanoudaki-Hatziriga | 60 m        | DQ (Fehlstart R162.7) | DQ (Fehlstart R162.7) | nicht qualifiziert | nicht qualifiziert | nicht qualifiziert | nicht qualifiziert |
| Elisavet Pesiridou            | 60 m Hürden | 8,08 s                | 8                     | 8,10 s             | 8                  | nicht qualifiziert | nicht qualifiziert |

#### Sprung/Wurf
| Athletin               | Disziplin      | Qualifikation | Qualifikation | Finale     | Finale |
| Athletin               | Disziplin      | Höhe/Weite    | Platz         | Höhe/Weite | Platz  |
| ---------------------- | -------------- | ------------- | ------------- | ---------- | ------ |
| Katerina Stefanidi     | Stabhochsprung | –––           | –––           | 4,85 m EL  | Gold   |
| Paraskevi Papachristou | Dreisprung     | 14,12 m       | 6             | 14,24 m SB | Bronze |

### Männer

#### Sprung/Wurf
| Athlet                  | Disziplin      | Qualifikation | Qualifikation | Finale             | Finale             |
| Athlet                  | Disziplin      | Höhe/Weite    | Platz         | Höhe/Weite         | Platz              |
| ----------------------- | -------------- | ------------- | ------------- | ------------------ | ------------------ |
| Konstadínos Filippídis  | Stabhochsprung | –––           | –––           | 5,85 m             | Silber             |
| Emmanouil Karalis       | Stabhochsprung | –––           | –––           | 5,50 m             | 11                 |
| Michalis Stamatogiannis | Kugelstoßen    | 18,83 m       | 22            | nicht qualifiziert | nicht qualifiziert |